# Загорська Юлія Петрівна
Юлія Петрівна Загорська, відома як Мята (нар. 14 січня 1983, Київ, Українська РСР, СРСР) — українська співачка.

## Життя і творчість
Народилася в Києві 14 січня 1983 року.
Навчалась у музичній школі-інтернат з класом бандури при консерваторії імені М. Лисенка, по закінченню якої вступила до музичного училища імені Р. Глієра на клас естрадного вокалу.

### 90-ті—2009
У 90-х роках співала у гурті «Слайдер/Символ».
На початку 2008 року взяла участь у музичному фестивалі «Дископремія Хіт FM», де виконала кавер-версію пісні «Be my Lover» гурту «La Bouche». Оригінальну обробку пісні високо оцінив німецький співак «Haddaway» та навіть віддав власну «Дископремію» Мяті. Того ж року у травні вона виступила на фестивалі «Таврійські ігри». Крім того, була лауреаткою конкурсів «Чорноморські ігри», «Азовські вітрила», «Боромля», та «Зірки на сцену».
28 січня 2009 року Мята презентувала свій перший альбом «Дикая», випущений під лейблом «Majors» (Sony BMG). Робота над альбомом тривала два роки — перша пісня була випущена ще 2007 року. До нього ввійшло 10 основних пісень та одна акустична кавер-версія, яку вона виконувала на фестивалі «Дископремія Хіт FM». Автор пісні «Дикая» Євген Москаленко став саунд-продюсером альбому. До альбому також увійшли п'ять бонусних пісень від діджеїв 2SPECIAL та ML.-Key.
2009 року Мята отримала музичну радіопремію «Золотое ухо» від білоруського радіо «Альфа».

### 2018—дотепер
На початку 2018 року Мята з латвійським співаком Маркусом Ріва записала спільну пісню «Не відпускай», яка стала першою дуетною роботою для них. У липні Мята взяла участь у записі гімну асоціації «Child.ua», який разом з іншими зірками представили на Фестивалі дитячої творчості «Назустріч мрії» у Одесі, а вже у серпні вона виступила на 53-му Канадсько-Українському Національному Фестивалі у канадському місті Дофін.
У листопаді Мята презентувала музичне відео на п'ятий сингл «Там, де рай» з однойменного альбому. Режисерами стали Денис Маноха та Максим Шелковніков, які за ідею для відео взяли давньогрецький міф про Галатею та Пігмаліона.
7 грудня, в iTunes, відбувся реліз першого українськомовного альбому співачки «Там, де рай», випущений під лейблом «Moon». До нього ввійшло вісім основних та дві бонусних пісні, п'ять з яких вже були презентовані.
10 квітня 2019 року на концерті «Вечір прем'єр з Катериною Осадчою» Мята та Іван Наві представили дуетну пісню «Ти мене кохай». Телевізійний показ концерту відбувся 28 квітня на телеканалі 1+1, того ж дня відбулася прем'єра музичного відео на пісню, знятого режисером Юджином.
Восени з концертною програмою «Ти мене кохай» у міні тур співачка вирушила в тур містами України. Під час туру Мята сольно презентувала англомовну пісню «Take Me», написану румунським діджеєм Vanotek. 4 жовтня на київському концерті вони виконали пісню в дуеті та представили музичне відео до неї.

## Музичні відео
| Рік  | Назва                        | Режисер(и)                      | Альбом      |
| ---- | ---------------------------- | ------------------------------- | ----------- |
| 2007 | «Дикая» (рос.)               | Невідомий                       | Дикая       |
| 2007 | «Голая правда» (рос.)        | Невідомий                       | Дикая       |
| 2008 | «Шоколадный мусс» (рос.)     | Невідомий                       | Дикая       |
| 2009 | «Я Задыхаюсь» (рос.)         | Невідомий                       | без альбому |
| 2010 | «Реалити шоу» (рос.)         | Невідомий                       | без альбому |
| 2011 | «Be my lover» (англ.)        | Невідомий                       | Дикая       |
| 2011 | «Неделимое сердце» (рос.)    | Олександр Бартон                | без альбому |
| 2012 | «Понимаешь слова мои» (рос.) | Тарас Дронь                     | без альбому |
| 2013 | «Плачу» (рос.)               | Тарас Дронь                     | без альбому |
| 2014 | «Бомба» (рос.)               | А. Химчук                       | без альбому |
| 2015 | «Я не ревную больше» (рос.)  | Тарас Дронь                     | без альбому |
| 2016 | «Ничего привыкнем» (рос.)    | А. Шабатько                     | без альбому |
| 2017 | «Ніколи»                     | Олег Дубровський                | Там, де рай |
| 2017 | «Просто так»                 | Ілля Воєводчук                  | Там, де рай |
| 2018 | «Не відпускай»               | Олег Дубровський                | Там, де рай |
| 2018 | «Там, де рай»                | Денис Маноха Максим Шелковніков | Там, де рай |
| 2019 | «Ти мене кохай»              | Юджин                           | Очікується  |
| 2019 | «Take Me» (англ.)            | Невідомий                       | Очікується  |